# Shock Value
Timbaland Presents Shock Value är ett album av rapparen/producenten Timbaland. Albumet släpptes 4 april 2007.

## Låtar
| Nr | Titel                                                            | Gästartister                                  | Producerad av                                              | Längd |
| -- | ---------------------------------------------------------------- | --------------------------------------------- | ---------------------------------------------------------- | ----- |
| 1  | "Oh Timbaland"                                                   | –                                             | Timbaland                                                  | 3:29  |
| 2  | "Give It to Me"                                                  | Nelly Furtado och Justin Timberlake           | Timbaland, co-producerad av Danja                          | 3:54  |
| 3  | "Release"                                                        | Justin Timberlake                             | Timbaland                                                  | 3:25  |
| 4  | "The Way I Are"                                                  | Keri Hilson och D.O.E.                        | Timbaland, co-producerad av Danja                          | 2:59  |
| 5  | "Bounce"                                                         | Dr. Dre, Missy Elliott och Justin Timberlake  | Timbaland                                                  | 4:04  |
| 6  | "Come and Get Me"                                                | 50 Cent och Tony Yayo                         | Timbaland, co-producerad av Danja                          | 3:30  |
| 7  | "Kill Yourself"                                                  | Sebastian och Attitude                        | Timbaland                                                  | 4:06  |
| 8  | "Boardmeeting"                                                   | Magoo                                         | Timbaland, co-producerad av Danja                          | 2:29  |
| 9  | "Fantasy"                                                        | Money                                         | Walter "Lil Walt" Millsap III, co-producerad av Boss Beats | 4:11  |
| 10 | "Scream"                                                         | Keri Hilson, DIphoeniX och Nicole Scherzinger | Timbaland, co-producerad av Danja & DIphoeniX              | 5:41  |
| 11 | "Miscommunication"                                               | Keri Hilson och Sebastian                     | Danja                                                      | 3:19  |
| 12 | "Bombay"                                                         | Amar och Jim Beanz                            | Timbaland                                                  | 2:55  |
| 13 | "Throw It on Me"                                                 | The Hives                                     | Timbaland                                                  | 2:11  |
| 14 | "Time"                                                           | She Wants Revenge                             | Timbaland                                                  | 3:57  |
| 15 | "One and Only"                                                   | Fall Out Boy                                  | Timbaland, co-producerad av Hannon Lane                    | 4:16  |
| 16 | "Apologize"                                                      | One Republic                                  | Greg Wells och Ryan Tedder, co-producerad av Timbaland     | 3:04  |
| 17 | "2 Man Show"                                                     | Elton John                                    | Timbaland, Danja, Elton John                               | 4:25  |
| 18 | "Hello"(bonusspår på den internationella utgåvan)                | Keri Hilson och Attitude                      | Timbaland                                                  | 4:35  |
| 19 | "Come Around"(bonusspår på utgåvorna i Storbritannien och Japan) | M.I.A.                                        | Timbaland                                                  | 3:52  |